# Oficina del Primer Ministro (Finlandia)
La Oficina del Primer Ministro (en finés: valtioneuvoston kanslia (VNK); en sueco: statsrådets kansli; literalmente: Oficina del Consejo de Estado) es el principal órgano del gobierno finlandés y uno de los doce ministerios de Finlandia. Sus raíces se remontan al Departamento Administrativo de la Oficina del Gran Ducado de Finlandia establecido en 1809 y actualmente está dirigida por el primer ministro de Finlandia y un Secretario de Estado, la cual está ubicada en el Palacio de Gobierno en el barrio de Kruununhaka de Helsinki. Las principales funciones de la oficina son apoyar al Primer Ministro y al gobierno finlandés y supervisar la ejecución de los programas gubernamentales.
Actualmente, sus labores están divididas en dos carteras ministeriales dirigidas por el Primer Ministro Petteri Orpo y el Ministro de Asuntos Europeos y Administración Anders Adlercreutz. 

## Historia
El Senado de Finlandia se fundó el 18 de agosto de 1809 en el Gran Ducado de Finlandia cuando el emperador Alejandro I de Rusia firmó una orden permanente sobre su establecimiento en el Palacio Peterhof. El Senado se llamó inicialmente Consejo de Gobierno hasta que fue renombrado como Senado en 1816. El Senado de Finlandia se dividió en las Divisiones Económica y Judicial; la División Económica se dividió en departamentos, como el Departamento Administrativo de la Oficina (en finés: kansliatoimituskunta; en sueco: kansliexpedition). El 1 de octubre de 1892, el Departamento Administrativo de la Oficina se disolvió y el puesto equivalente moderno de Primer Ministro en el Senado, el vicepresidente de la División Económica, recibió una oficina de apoyo en su lugar. La nueva unidad se llamó Oficina de la División Económica (en finés: alousosaston kanslia; en sueco: ekonomidepartementets expedition). Después de la independencia de Finlandia en 1917, la unidad fue renombrada como Oficina del Primer Ministro el 27 de noviembre de 1918 mientras las operaciones y el personal permanecieron intactos.
En 1918, la recién fundada Oficina del Primer Ministro fue uno de los once ministerios en Finlandia. Ha habido numerosos cambios a la lista inicial de ministerios (por ejemplo, el Ministerio de Guerra se convirtió en el Ministerio de Defensa en 1922) y el número de ministerios ha aumentado de once a doce, pero la configuración general se mantuvo bastante similar a lo largo de los años. Durante la mayor parte del siglo XX, la política de Finlandia estuvo dirigida principalmente por el presidente con un control muy amplio sobre los asuntos del país. Esta organización llevó a que la Oficina del Primer Ministro tuviera poco control sobre el gobierno o el Parlamento de Finlandia. A fines de la década de 1990, el poder del gobierno pasó del presidente al primer ministro y, como resultado, a la oficina del primer ministro.

## Organización
La Oficina del Primer Ministro está compuesta por unos 550 empleados, el 56% de los cuales son mujeres y el 44% hombres. Está dirigido por el Primer Ministro y monitorea la ejecución de los programas del Gobierno Finlandés y ayuda al Primer Ministro en la gestión diaria de las funciones gubernamentales a través de varios departamentos y unidades: Esta gestión está asistida por el Secretario de Estado que es designado directamente por cada Primer Ministro, cuyos deberes son promover y supervisar la implementación del programa de gobierno, además de asegurar la cooperación con los ministros. La gestión permanente del ministerio está asistida por el Subsecretario de Estado Permanente que dirige la administración y garantiza la seguridad y preparación general de la Oficina del Primer Ministro.
| Departamento o Unidad                            | Tareas |
| ------------------------------------------------ | --- |
| Departamento de Asuntos de la Unión Europea (UE) | Mantiene la coordinación de la política de la UE y prepara los asuntos de la UE para el Primer Ministro y el ministro de Asuntos Europeos. |
| Departamento de Administración                   | Gestiona los servicios administrativos de los ministerios y la administración interna de la Oficina del Primer Ministro.                   |
| Departamento de Dirección de Propiedad           | Maneja asuntos relacionados con la propiedad estatal de empresas, tales como la redacción de la política de propiedad estatal.             |
| Departamento de Comunicaciones                   | Controla las comunicaciones tanto del Primer Ministro como del gobierno finlandés.                                                         |
| Unidad de Sesión                                 | Reúne servicios de expertos que se relacionan con las decisiones tomadas por el gobierno y el presidente.                                  |
| Unidad de Análisis de Políticas                  | Produce información y publicaciones en apoyo del trabajo del Gobierno sobre el futuro, con visión prospectiva y la política económica.     |
| Unidad de Relaciones Económicas Externas         | Coordina el trabajo realizado por los ministerios sobre relaciones económicas externas.                                                    |